# Ras Jebel

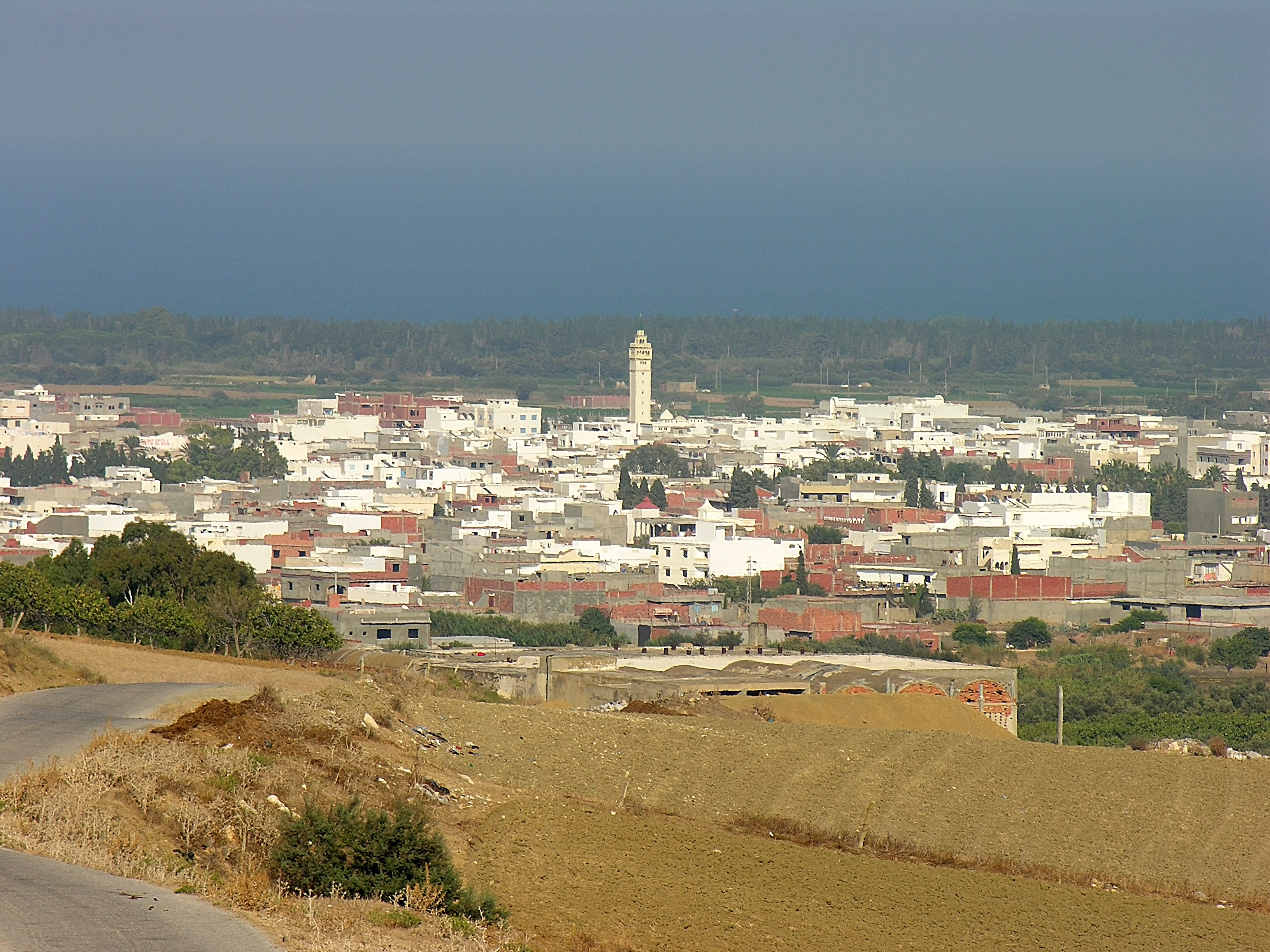
Ras Jebel (2006)

Ras Jebel (arabisch رأس الجبل, DMG Raʾs al-Ǧabal) ist eine tunesische Stadt im Gouvernement Bizerte mit 25.553 Einwohnern (Stand: 2004).

## Geographie
Etwa 20 Kilometer nordöstlich von Ras Jebel befindet sich die Stadt Bizerte. Nördlich der Stadt befindet sich das Libysche Meer. Umgeben wird Ras Jebel von Sounine im Südosten, von Sidi Ali Chebab im Südwesten und von Beni Atta im Nordwesten.